# Henric Horn af Åminne
Henric Horn af Åminne (n. 12 martie 1880, Stockholm, Suedia-Norvegia – d. 6 decembrie 1947, Stockholm, Suedia) a fost un sportiv ce a reprezentat Suedia, medaliat olimpic. A participat la o ediție a Jocurilor Olimpice (1912) în care a câștigat o medalie de aur.

## Participări
Lista de mai jos prezintă principalele competiții la care a participat Henric Horn af Åminne de-a lungul carierei.
- equestrian at the 1912 Summer Olympics – team eventing[*]